# Pfälzer Löwe

Historisches Wappen des Rheinkreises

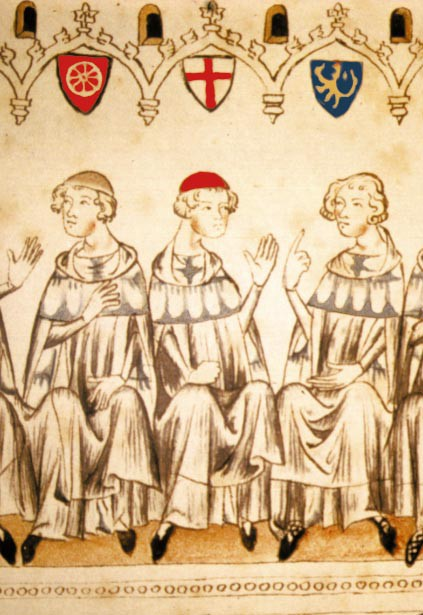
Drei Kurfürsten unter ihren Wappen (1341), v. l.: Peter von Mainz, Balduin von Trier und Rudolf von der Pfalz

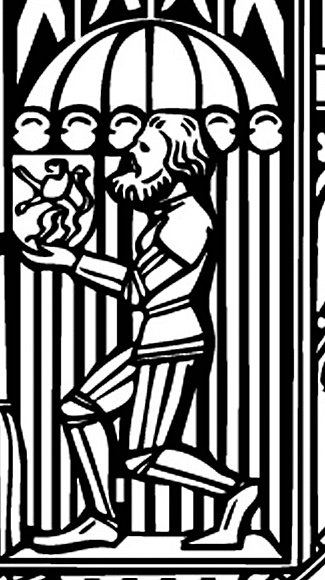
Ruprecht I. mit Pfälzer Löwenwappen. Ausschnitt aus dem Siegel der Universität Heidelberg, 1386

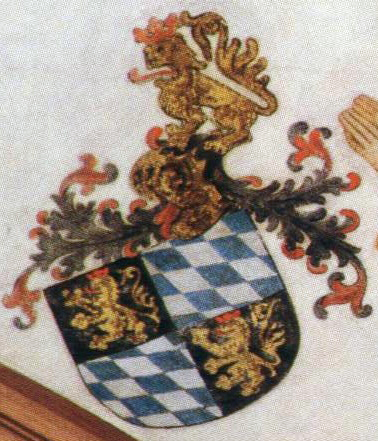
Wappen der Kurpfalz, mit Helm und Pfälzer Löwen als Helmzier; Stiftskirche (Neustadt an der Weinstraße), um 1420

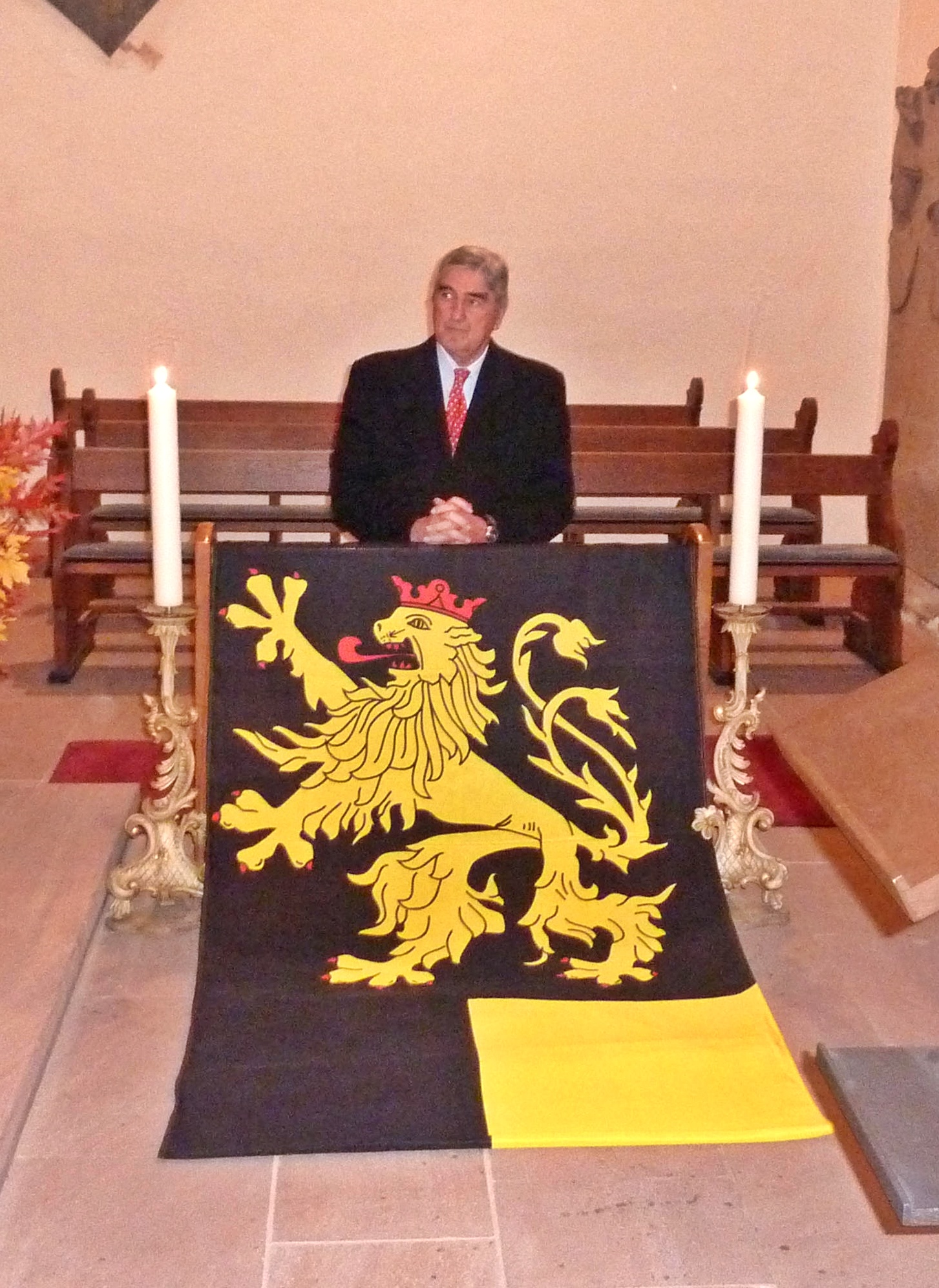
Fürst Alois Konstantin zu Löwenstein-Wertheim-Rosenberg mit Pfalzfahne, als Ehrengast bei einem Gottesdienst für seine Vorfahren, in der Stiftskirche (Neustadt an der Weinstraße), 2011

Der Pfälzer Löwe ist eine gemeine Figur in der Heraldik (siehe auch: Löwe als Wappentier). Er war ursprünglich ein Teil des Familienwappens der Wittelsbacher und findet sich heute in vielen Wappen von Kommunen, Kreisen und Ländern in Süddeutschland, dem Elsass und dem Innviertel wieder.
Identisch mit dem Pfälzer Löwen ist der Löwe, der in den Wappen der Vögte von Weida, Gera und Plauen abgebildet ist.

## Formen
Der Löwe ist golden in schwarzem Feld, rechtsgewendet, rotbekrönt, -bezungt und -bewehrt. Ursprünglich unbekrönt, wurde der Löwe erstmals zu Beginn des 14. Jahrhunderts in der Zürcher Wappenrolle mit roter Krone abgebildet. Vermutlich geht sie zurück auf die herausragende Stellung, die der Kurfürst von der Pfalz als Reichsvikar seit der Goldenen Bulle von 1356 innehatte.
Neben diesen beiden Hauptformen gibt es eine Vielzahl von Varianten. Viele Dörfer siegelten mit den Symbolen des Herrschergeschlechts. Um Verwechslungen zu vermindern, wurden daher bei den Wappengenehmigungen oft Details verändert. Auch wurden in Einzelfällen andere Farben verwendet, um der heraldischen Farbenregel gerecht zu werden.

Pfälzer Löwe in Wappen heutiger Gemeinden
Albig[1]
Bammental[2]
Hartenstein
Heidelberg
Heltersberg[3]
Mannheim[4]
Meckenheim[5]
Landkreis Neumarkt (Oberpfalz)[6]
Neustadt an der Weinstraße
Rhein-Neckar-Kreis[7]
Schwetzingen[8]
Schriesheim[9]
Selzen[10]
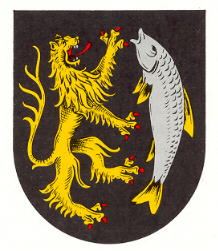
Waldfischbach
Weinheim
Wiesloch
Worms-Ibersheim[11]

## Geschichte

### Entstehungszeit
Der Pfälzer Löwe ist erstmals in der Pfalzgrafschaft bei Rhein unter dem wittelsbachischen Pfalzgrafen Otto dem Erlauchten in dessen Reitersiegel von 1229 nachgewiesen. Wahrscheinlich ist die Verwendung des Symbols jedoch älter; sie geht mutmaßlich auf die Vorgänger der Wittelsbacher zurück, die von 1195 bis 1214 herrschenden welfischen Pfalzgrafen Heinrich den Älteren und Heinrich den Jüngeren. Davor hatte schon der staufische Pfalzgraf Konrad, Schwiegervater Heinrichs des Älteren, um 1190 Münzen mit einem Löwenabbild prägen lassen. Die Farben der Staufer waren ebenfalls bereits Gold und Schwarz.

### Zeit der Wittelsbacher
Nach der Belehnung des bayerischen Herzogs Ludwig im Jahre 1214 mit der Pfalzgrafschaft bei Rhein erbte Herzog Otto II. von Baiern Mitte des 13. Jahrhunderts die Grafschaft Bogen und damit deren weiß-blaues Rautenwappen. Jahrhundertelang dienten der goldene Löwe im schwarzen Feld und die weiß-blauen Rauten als Familienwappen der altbayerischen und pfälzischen Wittelsbacher. Erst im 16. Jahrhundert setzte sich die Unterscheidung des Löwen für die Pfalz und der Rauten für Bayern langsam durch.
In Siebmachers Wappenbuch von 1605 sind vier farbige Zeichnungen mit dem Pfälzer Löwen abgebildet. Sie zeigen die Wappen des Kurfürstentums Pfalz und der Herzogtümer Bayern, Pfalz-Neuburg und Pfalz-Lützelstein.

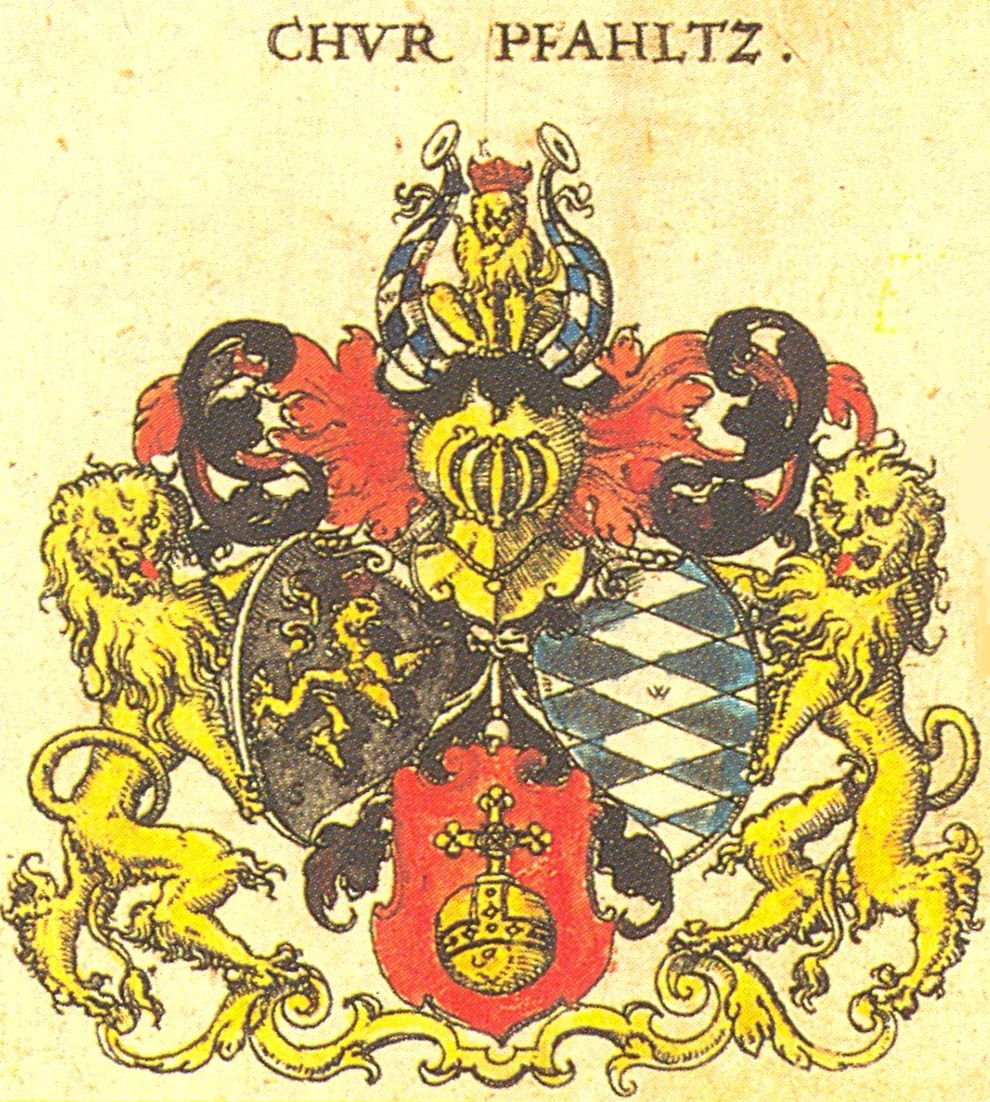
Kurpfalz
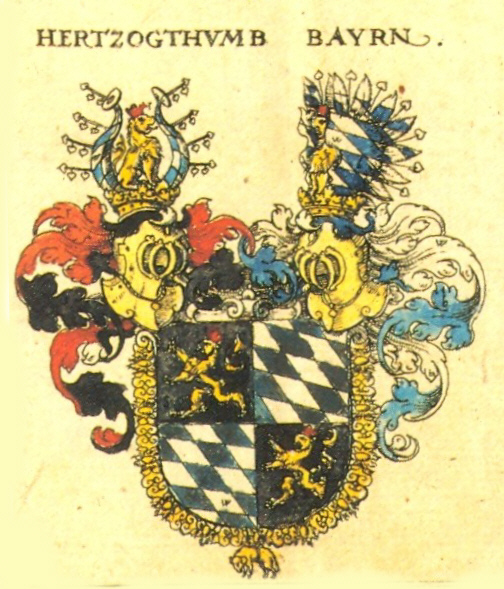
Bayern
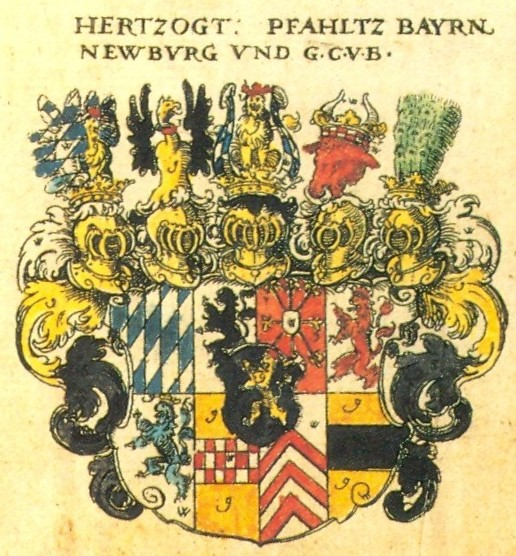
Pfalz-Neuburg
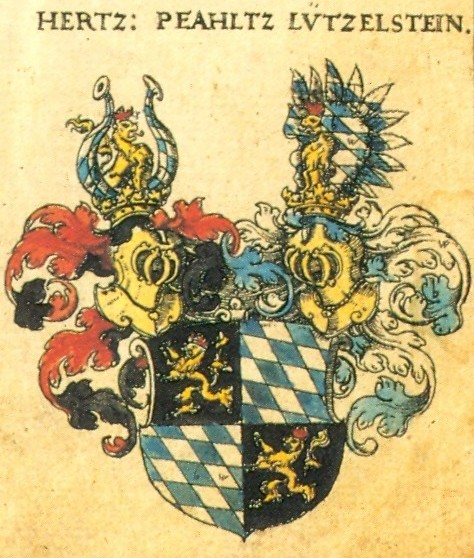
Pfalz-Lützelstein

Nach der Auflösung des pfälzischen Kurstaates infolge des Reichsdeputationshauptschlusses 1803 vertrat der Pfälzer Löwe ab 1816 im Bayerischen Wappen nun den linksrheinischen Teil des Königreichs Bayern, den Rheinkreis, der 1835 auf Anweisung Ludwig I. in Pfalz umbenannt wurde. Auch im neu strukturierten Wappen des neuen Freistaats Bayern nach dem Ersten Weltkrieg verblieb der Löwe, verschwand aber unter der Herrschaft des Nationalsozialismus vorübergehend – wie andere Landes- und Regionalwappen auch.

### Nach dem Zweiten Weltkrieg

Rheinland-Pfalz

Nach dem Zweiten Weltkrieg tauchte der Pfälzer Löwe als Regionalsymbol für die Pfalz wieder auf, beispielsweise auf Briefmarken in der französischen Besatzungszone. Nach der Gründung des Bundeslandes Rheinland-Pfalz im Jahr 1946, zu dem die Pfalz seit damals gehört, nahm der Pfälzer Löwe im Landeswappen von Rheinland-Pfalz eine zentrale Stellung ein. Weitere Bestandteile des rheinland-pfälzischen Wappens sind das Mainzer Rad und das Trierer Kreuz. Auch das aus dem 19. Jahrhundert stammende halbamtliche Wappen des von 1946 bis 1968 bestehenden Regierungsbezirks Pfalz führte den Pfälzer Löwen, der damit, nach Einschluss von ehemals kurmainzischen und kurtrierischen Territorien, das Gebiet der heutigen Pfalz symbolisierte.
Daneben ist der Löwe heute in den Landeswappen dreier weiterer Bundesländer zu finden: im Landeswappen von Bayern (unbekrönt), im Landeswappen des Saarlandes und im Landeswappen Baden-Württembergs; alle drei Bundesländer umfassen wie Rheinland-Pfalz ehemals kurpfälzisches Territorium. Im Bayerischen Staatswappen steht der Löwe seit 1950 im heraldisch rechten oberen Feld heute für die Oberpfalz, die einst ebenfalls zu den wittelsbachischen Stammlanden gehörte. Auf dem bayerischen Wappenschild stand der Pfälzer Löwe von 1923 bis 1934 im zweiten Feld, seit 1950 steht er – wie beim Staatswappen – im ersten.

## Darstellungen mit dem Pfälzer Löwen

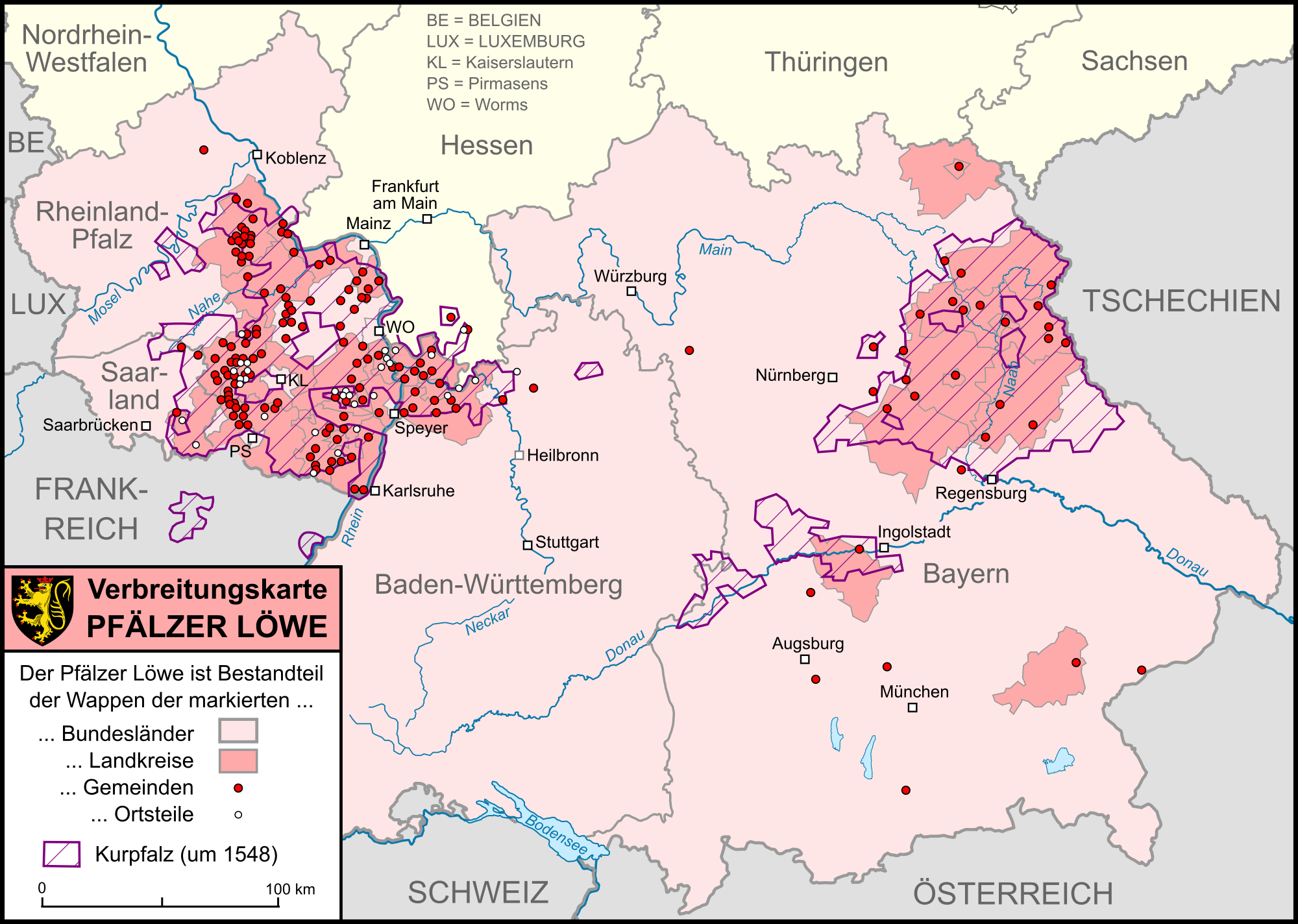
Verbreitung des Pfälzer Löwen

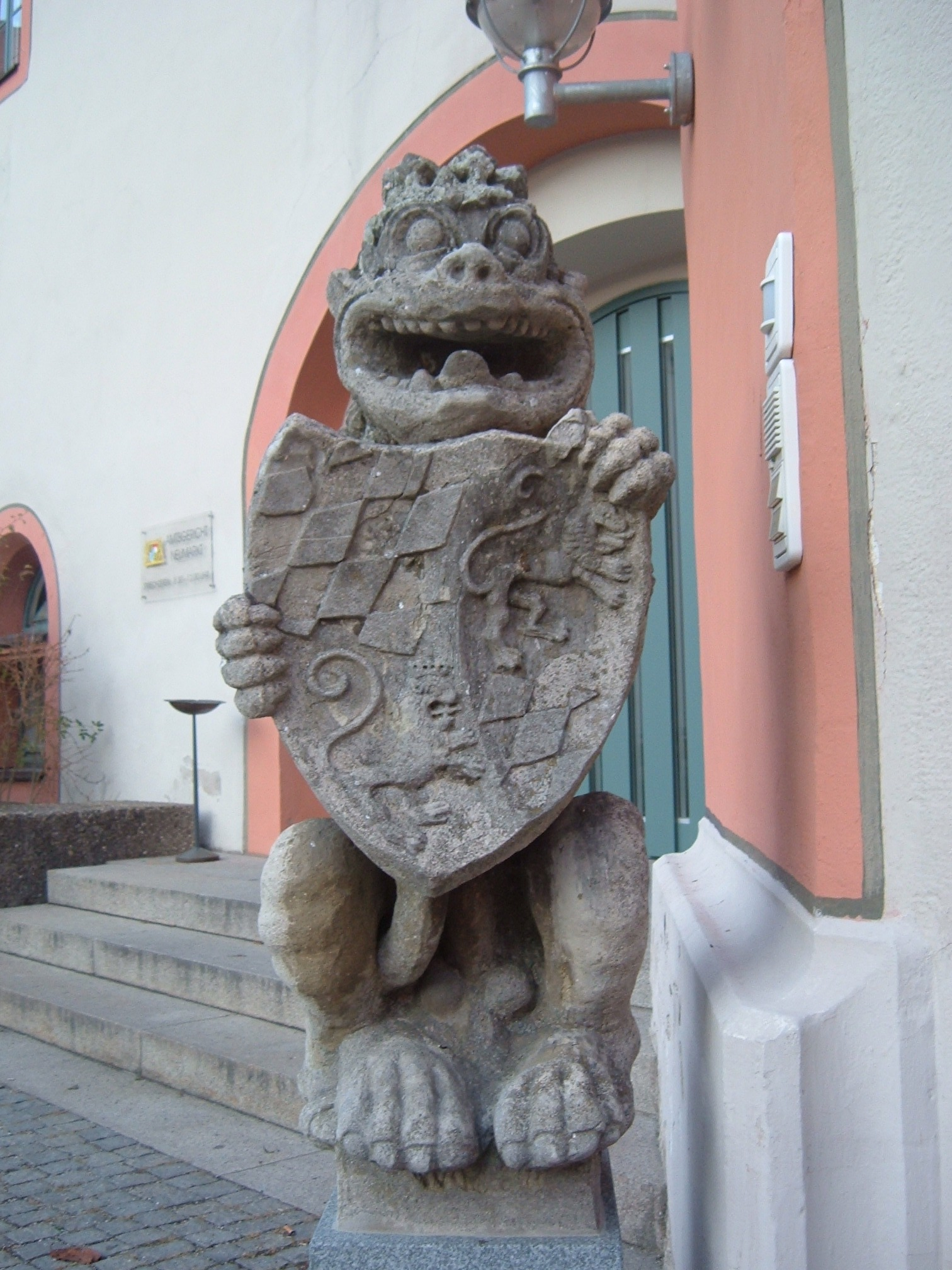
Pfälzer Löwe mit dem Wappen Friedrichs II. vor dem Pfalzgrafenschloss Neumarkt

### Wappen
Siehe: Liste der Wappen mit dem Pfälzer Löwen und für den vogtländischen Löwen: Liste der Wappen, die an die Herrschaft der Vögte erinnern

### Flaggen
Die Flagge des Königs von Bayern, von 1806 bis 1919 in Gebrauch, ist geviert mit dem Pfälzer Löwen im zweiten und dritten Fahnentuchteil, die Felder 1 und 4 zeigen die weiß-blauen Rauten. Seit 1909 gibt es mit dem Pfälzer Löwen als Hauptfigur auch die inoffizielle Pfalzfahne, die in der Region verbreitet ist.

### Siegel
Otto Posse beschreibt im Buch Die Siegel der Deutschen Kaiser und Könige Siegel des kurpfälzischen Reichsvikariats:
- 1558: Der Pfalzgraf in voller Rüstung zu Pferde mit entsprechenden Details (Waffe, Fahne), im Hintergrund ein fürstlicher Palast, auf der Pferdedecke drei Wappenschilde. Das rechte zeigt den Pfälzer Löwen, das in der Mitte den Reichsapfel für das Erztruchsessamt, das linke die bayerischen Wecken.

- 1612: Auf drei Wappenschilden sind rechts der Pfälzer Löwe, mittig der Reichsapfel und links die bayerischen Wecken dargestellt. Auf einem Helm darüber ist ein bekrönter Löwe abgebildet, beidseitig des Löwen steht mit 16 und 12 die Jahreszahl.

### Steinmetzarbeiten
- Der Torbogen des Spitals zum Heiligen Geist in Bad Mergentheim trägt ein Wappen des Fürstbischofs Franz Ludwig von Pfalz-Neuburg mit einem Pfälzer Löwen sowie einem blauen Löwen, goldbewehrt und ebenso bekrönt, in Silber, der für die Grafschaft Veldenz steht.

- Das Schriesheimer Wappen, dem Ort 1896 verliehen nach einem Siegel von 1381, wird vom Pfälzer Löwen gehalten. Geschaffen wurde das Detail aus rotem Mainsandstein 1964 für einen achtseitigen Trog des Stadtbrunnens von einer Steinmetzfirma aus der Stadt aus Anlass der Stadternennung.

- Vor dem Portal der Residenz in Neumarkt stehen zwei steinerne Löwen, die das Wappen des Kurfürsten Friedrich II. in ihren Pranken halten. Dieses Wappen enthielt wiederum eine Darstellung des Löwen.

### Malereien

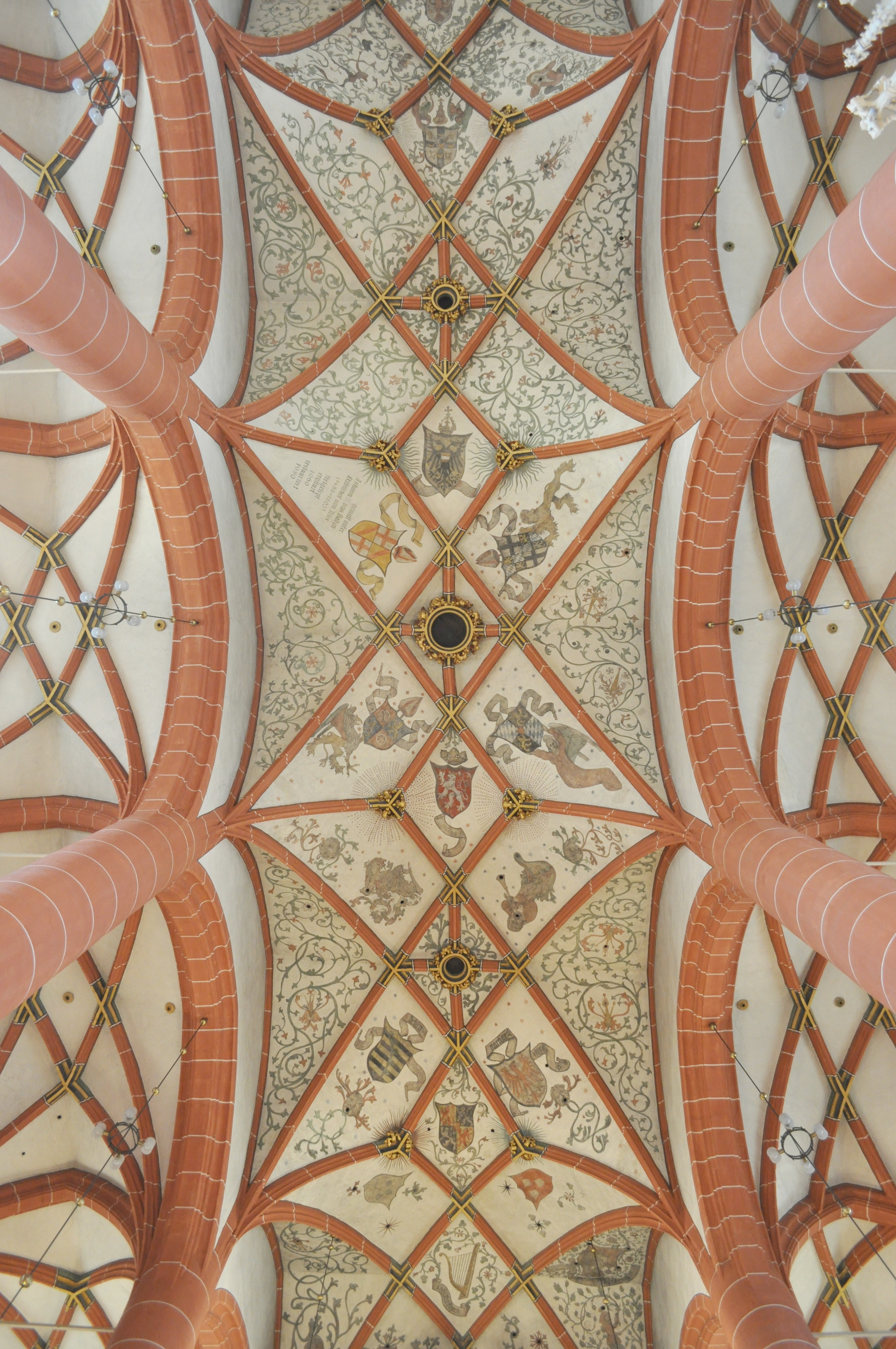
Wendalinusbasilika, Wappendarstellungen der Reichsfürsten im Gewölbe

Die Wendalinusbasilika in der saarländischen Kreisstadt St. Wendel besitzt spätmittelalterliche Gewölbemalereien aus der Zeit um 1463/1464, die Wappenschilde der damals höchsten geistlichen und weltlichen Repräsentanten des Heiligen Römischen Reiches enthalten. Unter den 15 Wappen zeigen diejenigen des Erzbischofs von Köln und des Pfalzgrafen bei Rhein den Pfälzer Löwen.